# Lacs Hart
Pour les articles homonymes, voir Hart.
Les lacs Hart (en anglais : Hart Lakes) sont des lacs américains dans le comté de Mariposa, en Californie. Ils sont situés à 2 658 mètres d'altitude au sein de la Yosemite Wilderness, dans le parc national de Yosemite.